# Burgstall Wildsteig
Der Burgstall Wildsteig ist eine abgegangene hochmittelalterliche Niederungsburg auf 864 m ü. NHN 400 m nordwestlich des Weilers Linden, eines Gemeindeteils der Gemeinde Wildsteig im Landkreis Weilheim-Schongau in Bayern. Der Burgstall liegt ebenfalls ca. 1 km südsüdwestlich der Pfarrkirche St. Jakob von Wildsteig.
Von der ehemaligen Burganlage ist ein verflachter ovaler Graben, der sich um die Anlage hinzieht, erhalten; sie wird als Bodendenkmal unter der Aktennummer D-1-8331-0006 als „Wasserburgstall des hohen oder späten Mittelalters“ geführt.